# Josse Goossens

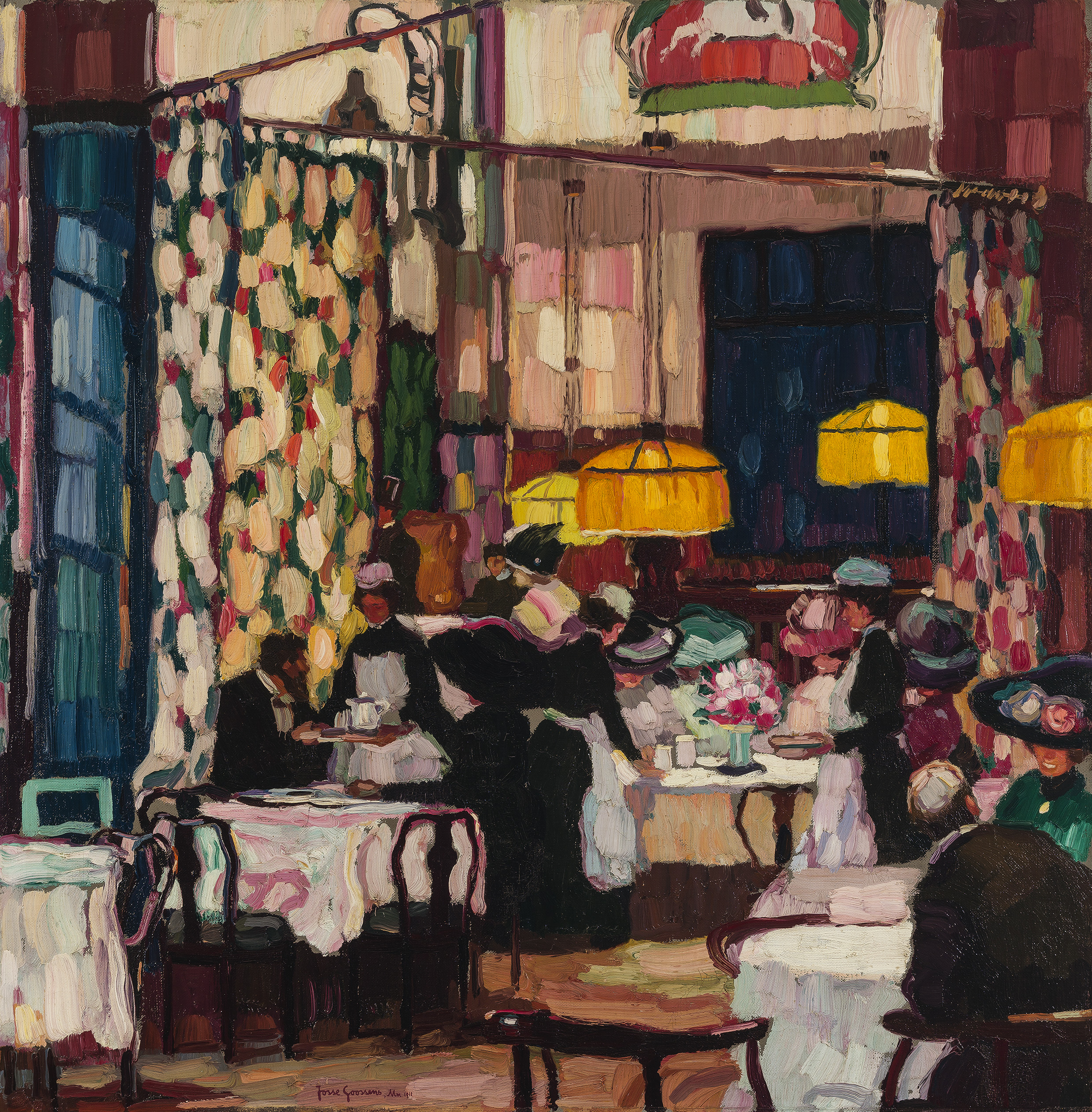
In der Teestube, 1911

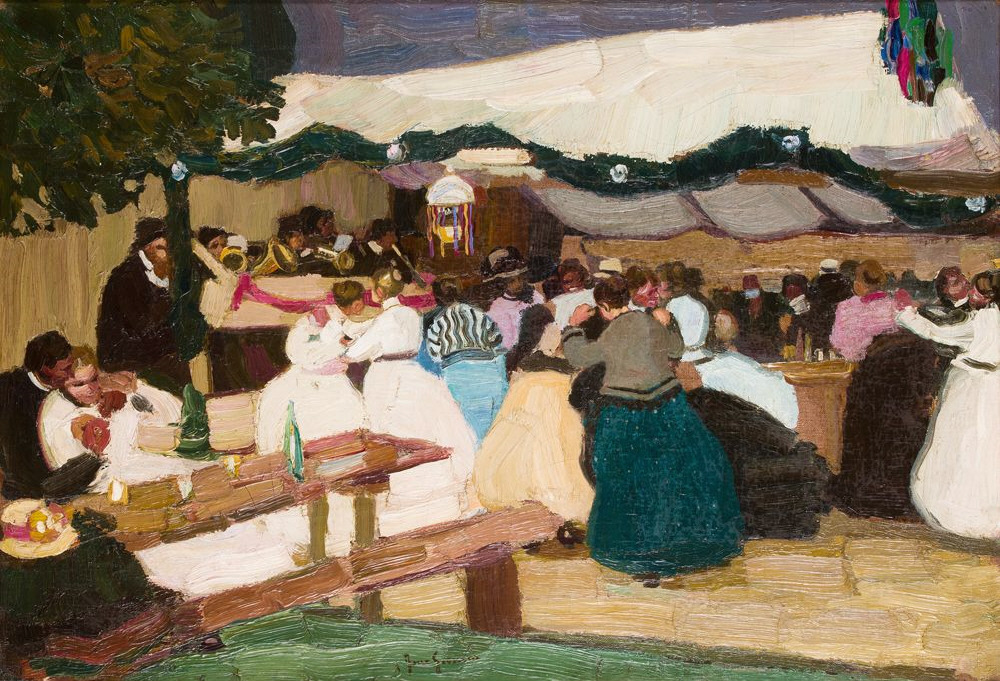
Tanz auf der Festwiese, spätestens 1929

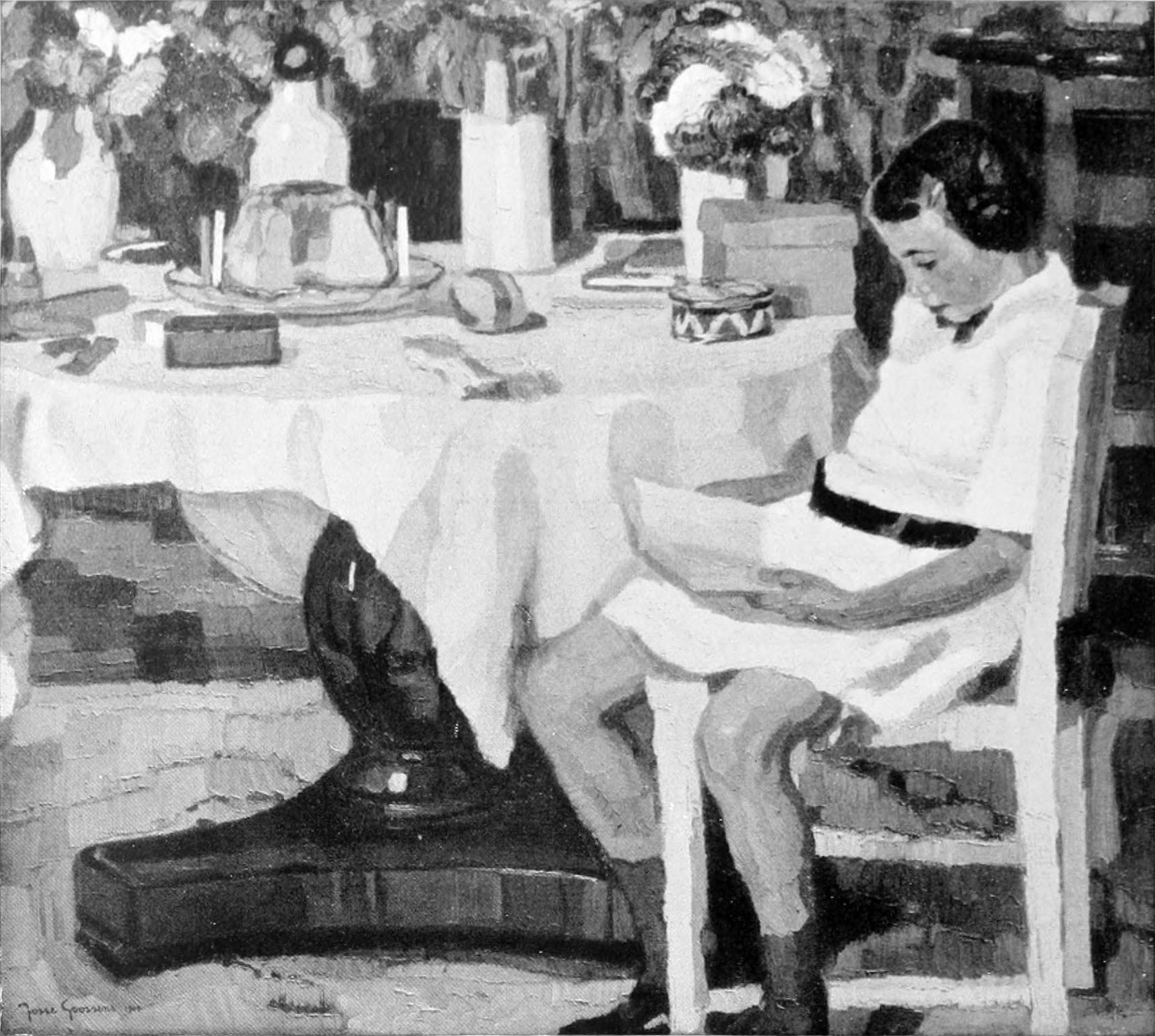
Geburtstag

Josse Maria Konstantin Goossens (* 22. Oktober 1876 in Aachen; † 25. Oktober 1929 in Regensburg) war ein deutscher Maler.

## Leben
Josse Goossens war Sohn des Aachener Fabrikanten Nicolas Constantin Goossens und dessen Ehefrau Maria Magdalena Elise Bissot und Bruder oder Vetter der Bildhauerin und Keramikerin Hermine Goossens. Schon als Kind erhielt er Unterricht im Malen bei dem Aachener Maler Peter Bücken und studierte nachfolgend in den 1890er Jahren an der Kunstakademie Düsseldorf unter anderem bei Arthur Kampf, Eduard von Gebhardt und Claus Meyer. Er schuf Werke zunächst im Bereich der Historienmalerei. Ab ungefähr 1905 fand er zu einem eher impressionistischen Stil. 1910 siedelte er nach München über, wo er weiterhin lebte und arbeitete. Im Ersten Weltkrieg gestaltete er 16 künstlerische Feldpostkarten für Bahlsen. 1925 erhielt er eine Professur an der Kunstakademie München. Er schuf auch größere Gemälde für öffentliche Bauten zum Beispiel in der Aula des Gymnasiums in Moers, im Rathaus in Bergisch Gladbach, im Rathaus Bottrop und im Kreishaus in Tondern. Goossens Gemälde wurden unter anderem vom Magdeburger Kaiser-Friedrich-Museum, dem Suermondt-Ludwig-Museum in Aachen und der Neuen Pinakothek in München angekauft. Er war außerordentliches Mitglied der Königlichen Kunstakademie in Düsseldorf.
Er malte überwiegend Alltagsszenen, wie Volksfeste (Am Schützenstand) aber auch einzelne Personen (In gelber Jacke, Dame auf weißer Bank) und Gruppen (Promenade).

## Ausstellungen
- 1912: Brakls Kunsthaus, München